# Farmaci
Farmaci este un sat din municipiul Podgorica, Muntenegru. Conform datelor de la recensământul din 2003, localitatea are 372 de locuitori (la recensământul din 1991 erau 289 de locuitori).

## Demografie
În satul Farmaci locuiesc 280 de persoane adulte, iar vârsta medie a populației este de 35,5 de ani (34,5 la bărbați și 36,6 la femei). În localitate sunt 105 gospodării, iar numărul mediu de membri în gospodărie este de 3,54.
Populația localității este foarte eterogenă.
|  |

| Demografie | Demografie | Demografie |
| An         | Locuitori  | Locuitori  |
| ---------- | ---------- | ---------- |
|            |            |            |
|            |            |            |
|            |            |            |
|            |            |            |
| 1948       | 157        |            |
| 1953       | 170        |            |
| 1961       | 160        |            |
| 1971       | 170        |            |
| 1981       | 182        |            |
| 1991       | 289        | 289        |
| 2003       | 374        | 372        |

| \| Componența etnică conform recensământului din 2003[2] \| Componența etnică conform recensământului din 2003[2] \| Componența etnică conform recensământului din 2003[2] \| Componența etnică conform recensământului din 2003[2] \| Componența etnică conform recensământului din 2003[2] \| \| ----------------------------------------------------- \| ----------------------------------------------------- \| ----------------------------------------------------- \| ----------------------------------------------------- \| ----------------------------------------------------- \| \| \| \| \| \| \| \| Muntenegreni \| Muntenegreni \| \| 199 \| 53,49% \| \| Sârbi \| Sârbi \| \| 165 \| 44,35% \| \| Croați \| Croați \| \| 2 \| 0,53% \| \| Macedoneni \| Macedoneni \| \| 1 \| 0,26% \| \| Albanezi \| Albanezi \| \| 1 \| 0,26% \| \| necunoscută \| necunoscută \| \| 0 \| 0% \| |              |  |     |        |
| Componența etnică conform recensământului din 2003 |              |  |     |        |
| |              |  |     |        |
| Muntenegreni | Muntenegreni |  | 199 | 53,49% |
| Sârbi | Sârbi        |  | 165 | 44,35% |
| Croați | Croați       |  | 2   | 0,53%  |
| Macedoneni | Macedoneni   |  | 1   | 0,26%  |
| Albanezi | Albanezi     |  | 1   | 0,26%  |
| necunoscută | necunoscută  |  | 0   | 0%     |